# Manogea porracea
Manogea porracea là một loài nhện trong họ Araneidae.
Loài này thuộc chi Manogea. Manogea porracea được Carl Ludwig Koch miêu tả năm 1838.